# Ramona Malzacher
Ramona Malzacher (* 1989) ist eine ehemalige Schweizer Unihockeyspielerin. Sie stand beim Nationalliga-Vertretern UHC Waldkirch-St. Gallen, den Floorball Riders Dürnten-Bubikon-Rüti und UH Red Lions Frauenfeld unter Vertrag.

## Karriere
Malzacher begann ihre Karriere spielte zwischen 2013 und 2014 für den UHC Waldkirch-St. Gallen in der Nationalliga B.
2014 wechselte sie von St. Gallen zu den Floorball Riders Dürnten-Bubikon-Rüti in die Nationalliga A. Nach einer enttäuschenden Spielzeit stieg sie mit den Riders in die Nationalliga B ab. Die Saison 2015/16 spielte sie noch für die Riders, ehe sie die Riders nach der Saison verliess.
2016 wechselte Malzacher zurück zu einem Verein in der Nationalliga A. Sie kam bei den Red Lions Frauenfeld unter und absolvierte in ihrer ersten Saison acht Partien. Drei Tage vor dem Saisonstart kommunizierte der Verein, dass sich Malzacher verletzt hat und in der Saison 2017/18 der Mannschaft fehlen wird.
2018 wechselte Malzacher zum 2.-Liga-Verein UHC Pfannenstiel Egg-Maur-Oetwil am See, wo sie 2019 ihre Karriere beendete.